# Philosophia perennis
Philosophia perennis je latinski izraz za "večno filozofijo" ali "pravo filozofijo", torej filozofijo, katere dognanja in načela so trajna in vsesplošno veljavna in ki pomeni skupni temelj vsem mišljenjem in verovanjem sveta.
Prvi je izraz najverjetneje uporabil Agostino Steuco v knjigi De perenni philosophia libri X. Opredelil jo je kot "tiste temeljne resnice, ki veljajo med vsemi ljudstvi vseh časov [...]" in zagovarjal, da predstavlja takšno "večno filozofijo" misel klasikov sholastike.
Izraz se v sodobnem diskurzu povečini uporablja v smislu, kot ga je opredelil Gottfried Wilhelm Leibniz, ki je "večno filozofijo" razumel kot vsakokratni izraz naravnih zakonov, na katerih temeljijo vsa verstva, kulture in filozofije. Te resnice naj ne bi bile plod dognanj in filozofiranja, ampak so nam dane in znane od nekdaj, v popolnosti pa naj bi jih razvili že starodavni filozofi in mistiki.
Izraz je za naslov svojega dela "The perennial philosophy" uporabil tudi Aldous Huxley, ki je pojem razumel kot sežetek verske modrosti vseh kultur.